# Matthias Bernhard Braun

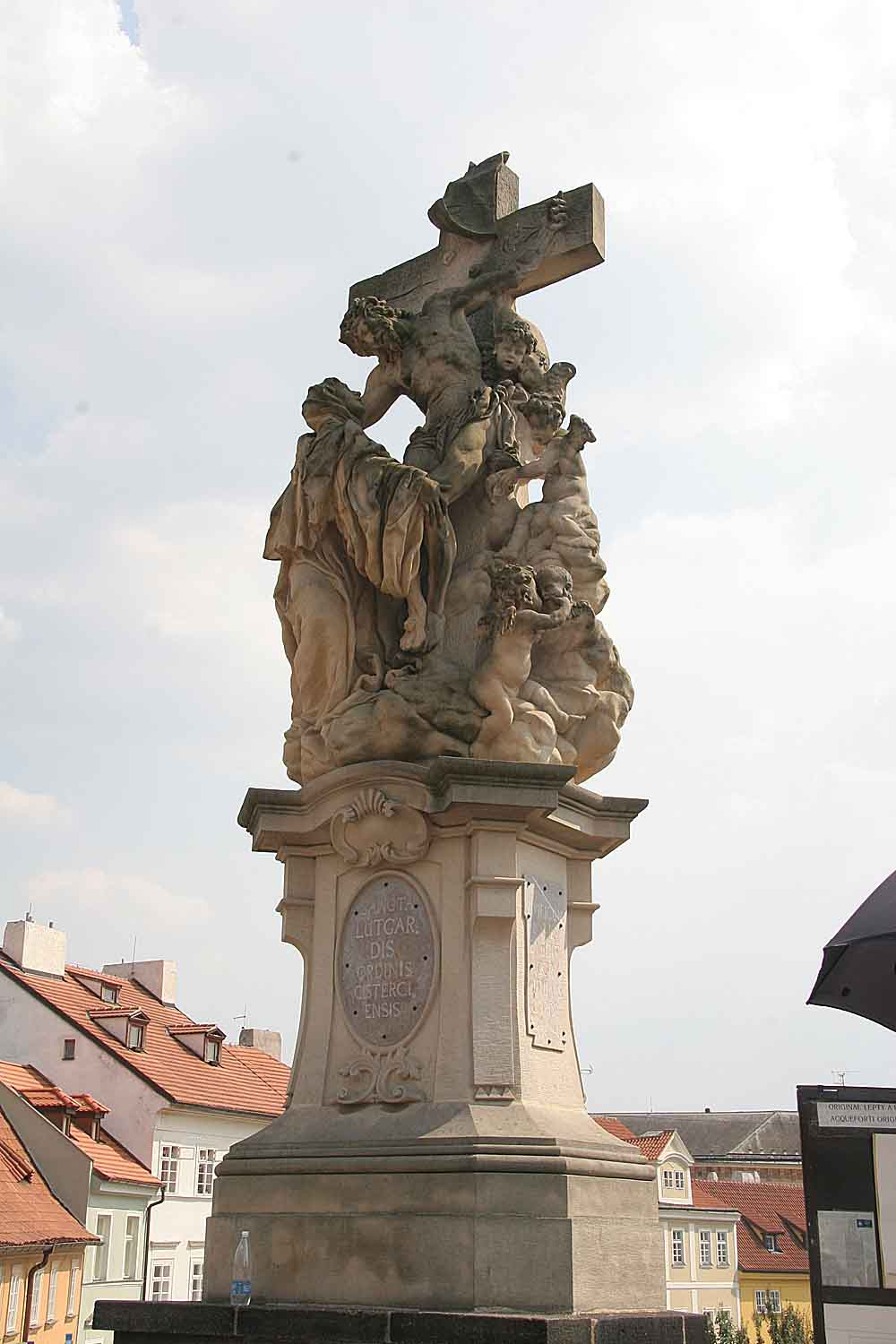
Staty av S:ta Luitgard på Karlsbron i Prag.

Matthias Bernhard Braun, född 1684, död 1738, var en böhmisk skulptör.
Braun kom efter studier i Italien till Prag, där han 1710-11 utförde ett par av Karlsbrons mest berömda statyer, arbetade för olika kyrkor och flitigt medverkade vid skulpturutmyckning av de stora adelspalatsen. Bland annat skulpturerade han de mäktiga portaljättarna på det berömda Clam-Gallaspalatset, byggt av Johann Bernhard Fischer von Erlach.

## Eftermäle
Asteroiden 6768 Mathiasbraun är uppkallad efter Matthias Braun.